# De vuelta y vuelta
De vuelta y vuelta è il terzo album del gruppo spagnolo Jarabe de Palo, pubblicato nel 2001.

## Tracce
1. De vuelta y vuelta – 5:44
2. Tiempo (feat. Jovanotti & Vico C) – 4:43
3. En lo puro no hay futuro – 3:25
4. Dos días en la vida – 6:21
5. La luz de tu corazón – 4:18
6. Completo incompleto – 3:18
7. Cara de azul – 3:49
8. Agustito con la vida – 3:21
9. De los libros (no se aprende) – 3:09
10. Viaje para locos – 4:23
11. Mama – 7:48

## Formazione

### Gruppo
- Pau Donés - voce
- Alex Tenas - batteria
- Jordi Mena - chitarra

### Altri musicisti
- Joe Dworniak - basso
- Juan Gómez - chitarra flamenco
- Antonio Vega - chitarra elettrica
- Glenn Nightingale - chitarra elettrica
- Vico C - rapping in Tiempo, tastiere
- Víctor Uris - armonica
- Manuel Gomez - cajon
- Danny Cummings - percussioni
- Nan Mercader - percussioni

## Classifiche
| Classifica (2001) | Posizione massima |
| ----------------- | ----------------- |
| Italia            | 12                |
| Spagna            | 1                 |
| Svizzera          | 80                |